# Naranbold Nyam-Osor
Naranbold Nyam-Osoryn (Bajanžargalan, 22 febbraio 1992) è un calciatore mongolo attaccante del Khoromkhon e della nazionale mongola.

## Carriera

### Nazionale
Con 8 gol, detiene il record di reti della storia della nazionale mongola.

## Statistiche

### Cronologia presenze e reti in nazionale
| Cronologia completa delle presenze e delle reti in nazionale ― Mongolia | Cronologia completa delle presenze e delle reti in nazionale ― Mongolia | Cronologia completa delle presenze e delle reti in nazionale ― Mongolia | Cronologia completa delle presenze e delle reti in nazionale ― Mongolia | Cronologia completa delle presenze e delle reti in nazionale ― Mongolia | Cronologia completa delle presenze e delle reti in nazionale ― Mongolia | Cronologia completa delle presenze e delle reti in nazionale ― Mongolia | Cronologia completa delle presenze e delle reti in nazionale ― Mongolia |
| Data                                                                    | Città                                                                   | In casa                                                                 | Risultato                                                               | Ospiti                                                                  | Competizione                                                            | Reti                                                                    | Note                                                                    |
| ----------------------------------------------------------------------- | ----------------------------------------------------------------------- | ----------------------------------------------------------------------- | ----------------------------------------------------------------------- | ----------------------------------------------------------------------- | ----------------------------------------------------------------------- | ----------------------------------------------------------------------- | ----------------------------------------------------------------------- |
| 12-3-2015                                                               | Dili                                                                    | Timor Est                                                               | 4 – 1                                                                   | Mongolia                                                                | Qual. Mondiali 2022                                                     | -                                                                       |                                                                         |
| 17-3-2015                                                               | Ulan Bator                                                              | Mongolia                                                                | 0 – 1                                                                   | Timor Est                                                               | Qual. Mondiali 2022                                                     | -                                                                       |                                                                         |
| 3-11-2016                                                               | Kuching                                                                 | Macao                                                                   | 2 – 1                                                                   | Mongolia                                                                | Coppa della solidarietà AFC 2016 - 1º turno                             | -                                                                       | 84’                                                                     |
| 6-11-2016                                                               | Kuching                                                                 | Mongolia                                                                | 2 – 0                                                                   | Sri Lanka                                                               | Coppa della solidarietà AFC 2016 - 1º turno                             | 2                                                                       |                                                                         |
| 9-11-2016                                                               | Kuching                                                                 | Mongolia                                                                | 0 – 3                                                                   | Laos                                                                    | Coppa della solidarietà AFC 2016 - 1º turno                             | -                                                                       |                                                                         |
| 5-10-2017                                                               | Taipei                                                                  | Taipei cinese                                                           | 4 – 2                                                                   | Mongolia                                                                | Amichevole                                                              | 1                                                                       |                                                                         |
| 2-9-2018                                                                | Taipei                                                                  | Mongolia                                                                | 4 – 1                                                                   | Macao                                                                   | Coppa dell'Asia orientale 2019 - Prima fase                             | 1                                                                       | 63’                                                                     |
| 6-9-2018                                                                | Taipei                                                                  | Mongolia                                                                | 1 – 1                                                                   | Guam                                                                    | Coppa dell'Asia orientale 2019 - Prima fase                             | -                                                                       |                                                                         |
| 12-10-2017                                                              | Taipei                                                                  | Singapore                                                               | 2 – 0                                                                   | Mongolia                                                                | Amichevole                                                              | -                                                                       |                                                                         |
| 16-10-2017                                                              | Taipei                                                                  | Laos                                                                    | 1 – 4                                                                   | Mongolia                                                                | Amichevole                                                              | 1                                                                       | 90+3’                                                                   |
| 11-11-2018                                                              | Taipei                                                                  | Corea del Nord                                                          | 4 – 1                                                                   | Mongolia                                                                | Coppa dell'Asia orientale 2019 - Seconda fase                           | 1                                                                       | 45’                                                                     |
| 13-11-2018                                                              | Taipei                                                                  | Taipei cinese                                                           | 2 – 1                                                                   | Mongolia                                                                | Coppa dell'Asia orientale 2019 - Seconda fase                           | -                                                                       | 14’                                                                     |
| 16-11-2018                                                              | Taipei                                                                  | Mongolia                                                                | 1 – 5                                                                   | Hong Kong                                                               | Coppa dell'Asia orientale 2019 - Seconda fase                           | -                                                                       |                                                                         |
| 6-6-2019                                                                | Ulan Bator                                                              | Mongolia                                                                | 2 – 0                                                                   | Brunei                                                                  | Qual. Mondiali 2022                                                     | 1                                                                       |                                                                         |
| 11-6-2019                                                               | Bandar Seri Begawan                                                     | Brunei                                                                  | 2 – 1                                                                   | Mongolia                                                                | Qual. Mondiali 2022                                                     | -                                                                       |                                                                         |
| 10-9-2019                                                               | Ulan Bator                                                              | Mongolia                                                                | 0 – 1                                                                   | Tagikistan                                                              | Qual. Mondiali 2022                                                     | -                                                                       | 80’ 83’                                                                 |
| 10-10-2019                                                              | Saitama                                                                 | Giappone                                                                | 6 – 0                                                                   | Mongolia                                                                | Qual. Mondiali 2022                                                     | -                                                                       | 70’                                                                     |
| 15-10-2019                                                              | Ulan Bator                                                              | Mongolia                                                                | 1 – 2                                                                   | Kirghizistan                                                            | Qual. Mondiali 2022                                                     | -                                                                       |                                                                         |
| 14-11-2019                                                              | Phnom Penh                                                              | Cambogia                                                                | 1 – 1                                                                   | Mongolia                                                                | Amichevole                                                              | -                                                                       |                                                                         |
| 19-11-2019                                                              | Mandalay                                                                | Birmania                                                                | 1 – 0                                                                   | Mongolia                                                                | Qual. Mondiali 2022                                                     | -                                                                       |                                                                         |
| 25-3-2021                                                               | Dušanbe                                                                 | Tagikistan                                                              | 3 – 0                                                                   | Mongolia                                                                | Qual. Mondiali 2022                                                     | -                                                                       |                                                                         |
| 30-3-2021                                                               | Chiba                                                                   | Mongolia                                                                | 0 – 14                                                                  | Giappone                                                                | Qual. Mondiali 2022                                                     | -                                                                       | 85’                                                                     |
| Totale                                                                  |                                                                         | Presenze                                                                | 22                                                                      |                                                                         | Reti (1º posto)                                                         | 7                                                                       |                                                                         |

## Palmarès

### Club

#### Competizioni nazionali
- Deed Lig: 1

Khoromkhon: 2014

### Individuale
- Capocannoniere del campionato mongolo: 4

2015 (23 gol), 2017 (17 gol), 2018 (27 gol), 2020 (29 gol)